# Galaga Legions
Galaga Legions est un jeu vidéo de type shoot 'em up développé et édité par Namco Bandai Games, sorti en 2008 sur PlayStation 3, Xbox 360 et Nintendo 3DS.

## Accueil
- 1UP.com : A-[1]